# سروال يوغا
سروال اليوغا هو سروال مناسب للقياس. مصمم لليوغا بوصفها تمارين رياضية. بيعت لأول مرة سنة 1998 من قبل شركة «لولوليمون» التي تأسست لهذا الغرض. كانت مصنوعة في البداية من مزيج من النايلون والليكرا. أُدخلت المزيد من الأقمشة المتخصصة لتوفير امتصاص الرطوبة والضغط وتقليل الرائحة.
ازداد السوق بواسطة شعبية اليوغا لأن العديد من النساء يرتدين سروال اليوغا بوصفها ملابس يومية غير رسمية. هذا جزء من اتجاه (athleworking) طويل الأجل لزيادة الطابع غير الرسمي في اللباس، ما يهدد مبيعات الجينز التقليدي.
انتقد كارل لاغرفيلد وآخرين استخدام سروال اليوغا لارتداء ملابس رسمية أو مكتبية.
في الولايات المتحدة، أثار ارتداء سراويل اليوغا بخلاف التمارين الرياضية الجدل، سواء للاستخدام في المدرسة أو عند ارتدائها من قبل النساء. نمت المبيعات العالمية لملابس اليوغا سريعاً، لتصل إلى نحو 31 مليار دولار بحلول عام 2018.

## الأصول (النشأة)
نشأت اليوجا في الهند ممارسةً روحية، ففي الهند في أوائل القرن العشرين، جُمع بين أوضاع اليوجا في العصور الوسطى وحركات الجمباز، ما أدى إلى إنشاء تقليد جديد لليوغا الوضعية. بحلول التسعينيات، أصبح هذا شكلًا شائعًا من التمارين في جميع أنحاء العالم الغربي، خاصةً للنساء.
ظهرت سراويل اليوغا المصنوعة من النايلون والليكرا في الأسواق عام 1998، وباعتها لولوليمون في أول متجر لها في فانكوفر زيًا مناسبًا لاستوديو اليوغا. يقال إن تشيب ويلسون مؤسس لولوليمون، حضر درسًا لليوغا سنة 1997 إذ كان المدرب يرتدي «ملابس الرقص النحيف» التي تلائم الجسم، يقال إنه ألهمه تأسيس عمله في مجال أزياء اليوجا. سنة 2005، قدم لولوليمون نسيجًا مطاطيًا (ليون) مع المزيد من ألياف النايلون الدقيقة وأقل من البوليستر، متبوعًا بالعديد من الأقمشة الأكثر تخصصًا: نسيج ممتص للرطوبة بأربعة اتجاهات (لوكستريم)، ونسيج مضغوط (نولوكس)، ونسيج يقلل الرائحة يحتوي على الفضة مضادًا للبكتيريا (سلفرسنت). ازدادت شعبية سراويل اليوغا، لدرجة  أنه بحلول عام 2014 فضلها المراهقون الأمريكيون على الجينز، مُصنِّع الجينز ليفي شتراوس، المُهدَّد بـ «أزمة وجودية»، was obliged to make some of its jeans stretchy. اضطُر إلى جعل بعض سرواله من الجينز ممتدًا. استغرقت سراويل اليوجا بضع سنوات لتنتشر في جميع أنحاء العالم، افتُتح أول متجر لولوليمون في أوروبا سنة 2014، فيكوفنت غاردن بلندن.
دخل العديد من المنافسين السوق، بعضهم مثل نايكي وأديداس وتارجت يقدمون أيضًا أقمشة متخصصة.

## الأنواع
تتوفر العديد من أنماط وماركات سراويل اليوغا بمجموعة واسعة من الأسعار، حُدد أساسًا حسب العلامة التجارية: سنة 2015، كلف زوج متطور من بائع التجزئة المتخصص لولوليمون 98 دولارًا، في حين أن العلامة التجارية الأقل شهرة التي يبيعها بائع التجزئة العام تارجت تكلف 20 دولارًا. بحلول عام 2018، كان هناك أكثر من 11,000 نوع، وفقًا لبلومبرج، بأسلوب لوكاس هاي للبيع مقابل 230 دولارًا.
تشمل الأنماط سروال اليوجا التقليدي ذي الحذاء الطويل مع حزام خصر مسطح. سروال اليوغا الأساسي أسود، ضيق، مقصوص، متوهج، وقابل للعكس، إنها مصنوعة من قماش مطاطي بأربعة اتجاهات، مع حزام خصر مطاطي مسطح في الأعلى. إنها توفر المرونة والراحة، فتتخلص من الرطوبة بعيدًا عن الجسم وتساعد في الحفاظ على مرتديها باردًا ومستريحًا. قد تكون مصنوعة من مزيج من القطن، أو الليكرا سباندكس، أو النايلون، أو البوليستر، أو الصوف، أو ما شابه ذلك من مواد تركيبية خفيفة ومطاطة تمنح البنطال لمسة نهائية ناعمة وسلسة.

## الاستعمال

حصة نام لليوغا، لوس أنجلوس.

انتقلت سراويل اليوغا من استوديو اليوجا إلى الشارع الرئيسي، منذ أوائل عام 2010، استُخدم بتزايد بوصفه ملابس غير رسمية يومية. ترتديها النساء في المنزل، مثل ملابس الأمومة، وللرقص والذهاب إلى النوادي. اعتُمد سروال اليوغا ملابس مكتبية، سنة 2014، أصبح «بنطلون يوغا الرسمي» من بيت فويسمن المنتج الأكثر مبيعًا. اقترح فورتشن أنه يمكن إقرانها بأحذية عالية الكعب وبلوزة أنيقة لمساعدتها على التأقلم. ردت جيسيكا جروس، التي كتبت في Slate، على أن كل ما أُدخل على سراويل اليوغا لجعلها تبدو أكثر مثل سروال البذلة -بنطلون بذلة العمل- كانت فقط سراويل ضيقة. وافقت سوزان ويكسلر، التي كتبت في فانكوفر صن، واصفةً سراويل اليوجا ذات الكعب والبلوزة بأنها «أزياء زائفة». ومع ذلك، اقترحت مجلة ذا أتلانتك، بناءً على دراسة أولية عام 2012 حول «الإدراك المغلق»، أن ارتداء الملابس النشطة قد يشجع الناس على ممارسة المزيد.